# Google учионица
 учионица (транскрибовано: Гугл учионица) јестe бесплатна веб-услуга коју је Google развио за школе. Омогућава стварање, дељење и оцењивање задатака, а њен циљ је поједноставити процес дељења датотека између наставника и ученика. Закључно са 17. фебруаром 2021. Google учионица има приближно 150.000.000 корисника.
 учионица спаја Документе, Табеле, Презентације, Gmail и Календар у јединствену платформу за комуницирање између ученика и наставника. Ученици могу бити позвани да се придруже разреду помоћу приватног кода или могу бити аутоматски увезени са школског домена. За сваки разред се ствара засебна фасцикла сачувана на Google диску који је повезан с одговарајућим налогом. У фасцикли ученик може предати рад који ће наставник после оценити. Задаци и рокови се додају у Google календар, при чему задатак може припадати некој категорији или теми. Наставници могу стварати, дистрибуирати и означавати задатке. Осим тога, они могу пратити напредак сваког ученика прегледавањем историје измена документа, а након оцењивања могу вратити рад уз коментаре и оцену.